# عالم كيمياء حيوية
عالم كيمياء حيوية أو الكيمْيحَيَويّ أو اختصاصي الكيمياء الحيوية هو شخص متخصص في علم الكيمياء الحيوية.